# La corsa al piacere
La corsa al piacere (Manslaughter) è un film muto del 1922 diretto da Cecil B. DeMille e interpretato da Leatrice Joy, Thomas Meighan e Lois Wilson. Tratto dal romanzo Manslaughter di Alice Duer Miller, racconta con toni melodrammatici la storia della redenzione di una ricca giovane, cinica e indifferente.
Del film esistono ancora alcune copie conservate in diversi musei e archivi.

## Trama

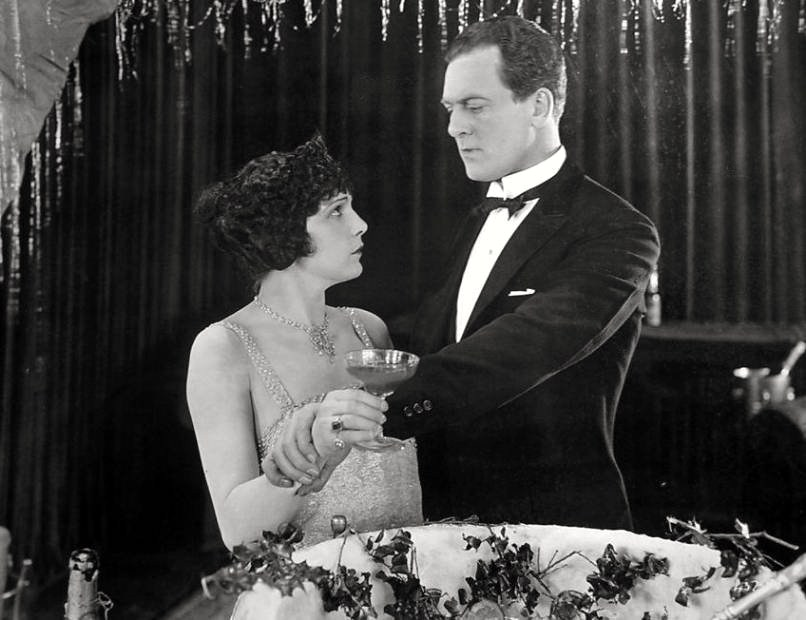
Leatrice Joy e Thomas Meighan

Una ragazza della buona società a caccia di emozioni forti causa la morte di un agente motociclista. Il fidanzato accusa i suoi eccessi e la descrive come una cinica amorale. Lei viene condannata: in carcere si ravvederà. Lui, invece, diventa un alcolizzato.

## Produzione
La sceneggiatura di Jeanie Macpherson si basa su Manslaughter, romanzo di Alice Duer Miller che era uscito a puntate su The Saturday Evening Post dal 6 agosto al 3 settembre 1921. La Paramount produsse nel 1930 il film Manslaughter, nuovo adattamento cinematografico del romanzo che aveva come interprete Claudette Colbert.
Il film, che costò 385.000 dollari, fu prodotto dalla Famous Players-Lasky Corporation. La lavorazione iniziò in ritardo sui tempi preventivati a causa delle condizioni di Cecil B. DeMille che, rientrato negli Stati Uniti dopo un viaggio in Europa, era stato ricoverato in ospedale dove, in marzo, venne sottoposto a una tonsillectomia.
Le coreografie sono firmate da Theodore Kosloff, un danzatore russo che fu a lungo collaboratore di DeMille.

### Lavorazione
L'assistente di DeMille, Cullen Tate, fece accurate ricerche sulla vita carceraria passando due settimane tra The Tombs (la prigione municipale a Lower Manhattan) e una prigione femminile di Auburn. Invece Jeanie Macpherson, per rendere più attendibile la sua sceneggiatura, si fece arrestare per il furto di una pelliccia, che apparteneva a un'amica con cui si era messa d'accordo, e passò tre giorni in prigione. La sua identità non venne rivelata; Macpherson voleva restare in prigione, a New York, per dieci giorni o almeno fino a quando avrebbe potuto sopportare la vita carceraria. Il che accadde 48 ore dopo di detenzione. Non poté però essere liberata subito perché l'assistente sovrintendente che avrebbe dovuto rilasciarla era stato nel frattempo licenziato. Anche l'attrice Leatrice Joy passò tre giorni in una prigione di Los Angeles.
L'8 luglio 1922, Exhibitors Trade Review annunciava che le principali riprese del film erano state completate a tempo record per una produzione di DeMille. Il 5 agosto, lo stesso giornale riportava la notizia che DeMille ne aveva supervisionato la post-produzione da lontano, usando una radio per comunicare con Jeanie Macpherson e la montatrice Ann Bauchens mentre lui si trovava nel suo ranch.

## Distribuzione
Il copyright del film, richiesto dalla Famous Players-Lasky Corp., fu registrato il 25 settembre 1922 con il numero LP18327. Venne distribuito dalla Paramount Pictures (con il nome Famous Players-Lasky Corporation), uscendo in sala il 25 settembre 1922.
Copia della pellicola si trova conservata negli archivi del George Eastman Museum di Rochester (positivo 35 mm), del Worldview Entertainment (collezione Paul Killiam), della Library of Congress di Washington, del Museum of Modern Art di New York e del Filmmuseum di Amsterdam.
Il 2 aprile 2002, il film venne distribuito dalla Kino International in una versione di 100 minuti, in B/N e in bianco e nero colorato, che proveniva da una copia assemblata anni prima da spezzoni di pellicola in 35 mm. e da elementi provenienti da una copia ridotta a 16 mm.
Nel 2007, la Passport Video pubblicò un cofanetto con una ventina di film di DeMille in DVD, tra cui c'era anche La corsa al piacere, in una versione in bianco e nero di 100 minuti.

### Censura
La censura italiana approvò il film anche in appello con il visto numero 20710, imponendo però di "sopprimere nella prima parte la scena in cui più accentuata è la sfrenatezza del personaggio di Lydia Thorne e che culmina con l'aiuto datole dai suoi corteggiatori nello stappare una bottiglia di champagne, e la scena riferibile alla didascalia: Vedete? Una vera pioggia di foglie di rose! Champagne, musica, danze e gente che non pensa che a divertirsi".

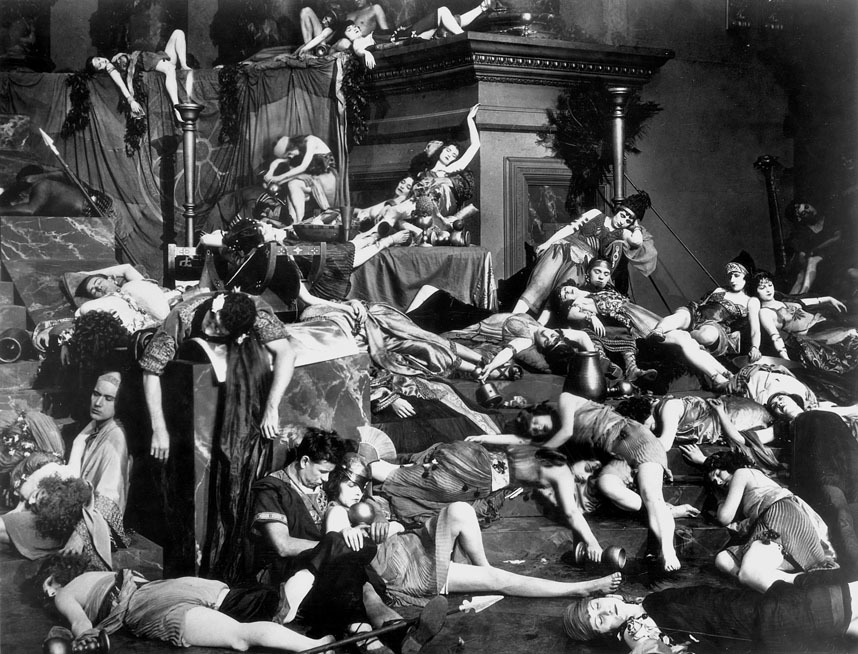
Una scena del film

### Data di uscita
Le date di uscita internazionali sono state:
- 16 luglio 2008 in Australia (Titolo australiano)
- 24 settembre 1922 negli Stati Uniti d'America (Manslaughter)
- 7 dicembre 1924 in Finlandia
- 1925 in Italia (La corsa del piacere)
- 20 ottobre 1927 in Portogallo (O Homicídio)
- Austria (Der Staatsanwalt)
- Spagna (El homicida)
- Germania (Frauen auf schiefer Bahn)
- Francia (Le Réquisitoire)